# Fontitrygon margaritella
A Fontitrygon margaritella é uma espécie pouco conhecida de arraia da família Dasyatidae, encontrada em águas costeiras rasas da Mauritânia a Angola, embora tenham sido encontrados fósseis em Portugal. Com até 30 cm de diâmetro, essa espécie tem um disco de nadadeira peitoral arredondado com focinho pontudo e uma faixa larga de dentículos dérmicos no dorso em adultos. Ela se assemelha e é frequentemente confundida com a Fontitrygon margarita [en], que é muito maior; ambas as espécies são caracterizadas pela presença de um dentículo de madrepérola aumentado no meio do dorso, chamado de “espinha de pérola”. A União Internacional para a Conservação da Natureza (IUCN) avalia o estado de conservação da Fontitrygon margaritella como espécie quase ameaçada, mas é provável que a maioria das capturas pesqueiras da Fontitrygon margaritella relatadas historicamente sejam de fato dessa espécie.

## Taxonomia e filogenia
Antes de ser descrita por Leonard Compagno [en] e Tyson R. Roberts [en], em um artigo de 1984 para a revista Proceedings of the California Academy of Sciences, a Fontitrygon margaritella era geralmente agrupada com a Fontitrygon margarita na literatura científica. Entretanto, sua existência foi reconhecida pelo menos desde 1965. O epíteto específico margaritella vem do diminutivo da palavra em latim margarita, que significa “pérola”, em referência aos tamanhos menores do corpo e da espinha dorsal perolada dessa arraia em comparação com a Fontitrygon margarita. O espécime-tipo é um macho de 19 cm de diâmetro, de Mbode, Camarões.
Na aparência, a Fontitrygon margaritella se assemelha à Fontitrygon margarita e à Fontitrygon garouaensis, ambas também nativas da África Ocidental, sugerindo que as três espécies estão intimamente relacionadas. A análise filogenética de Lisa Rosenberger em 2001, com base na morfologia, descobriu que a Fontitrygon margaritella é o grupo irmão da Maculabatis gerrardi [en] e que as duas formam um clado com a Telatrygon zugei [en] e a Gymnura micrura. Esses resultados apoiam o consenso crescente de que nem Dasyatis nem Himantura [en] são gêneros monofiléticos. As arraias Fontitrygon margarita e Fontitrygon garouaensis não foram incluídas no estudo.

## Distribuição e habitat
A Fontitrygon margaritella é encontrada ao longo da costa ocidental da África, do Cabo Branco, na Mauritânia, até Angola. Essa espécie que vive na zona bentônica habita águas rasas, costeiras, marinhas e salobras, e foi registrada em lagunas e estuários, incluindo a foz do rio Congo.

## Descrição
A Fontitrygon margaritella tem um disco de nadadeira peitoral moderadamente fino e ovalado, com o mesmo comprimento e largura. O focinho estreito se afunila em um ponto que se projeta um pouco para fora do disco. Os olhos são imediatamente seguidos pelos espiráculos, que são de tamanho aproximadamente igual. Há uma aba de pele entre as narinas com uma margem posterior franjada, fracamente curvada ou lobada; um par de sulcos corre entre essa aba e os cantos da boca suavemente em forma de arco. Há cinco papilas em uma fileira no assoalho da boca. Há 24-41 fileiras de dentes superiores e 34-50 fileiras de dentes inferiores. Os dentes rombudos e estriados estão dispostos em pavimentos com um padrão quincôncio; os dos machos adultos são mais longos do que os das fêmeas, mas não são pontiagudos. As nadadeiras pélvicas são curtas e triangulares, com suas pontas se projetando um pouco além da margem do disco.
A cauda é larga e achatada na base e se torna fina e semelhante a um chicote após a espinha (geralmente) única e fina na superfície superior. Após o espinho, há uma quilha dorsal baixa e uma dobra da nadadeira ventral bem desenvolvida. Há um espinho perolado oval de tamanho médio no meio do dorso; as arraias com mais de 13 a 14 cm de diâmetro também ganham uma faixa de pequenos dentículos dérmicos circulares achatados ou em forma de coração que cobrem o terço médio do disco, desde entre os olhos até a base da cauda. A cauda é coberta por pequenos espinhos atrás da coluna vertebral. Ela é marrom-acinzentada na parte superior e completamente branca na parte inferior. A menor arraia da África Ocidental, essa espécie atinge 30 cm de diâmetro e pesa 1 kg. A Fontitrygon margaritella difere da Fontitrygon margarita por ser muito menor e ter uma espinha perolada oval relativamente menor, mais fileiras de dentes e menos radiais da nadadeira peitoral (113-127 versus 129-136).

## Biologia e ecologia
Pouco se sabe sobre a história natural da Fontitrygon margaritella. Como outras arraias, ela é ovovivípara, com as fêmeas provavelmente gerando ninhadas de 1 a 3 filhotes. A maturidade sexual ocorre em uma largura de disco de cerca de 20 cm.

## Interações com os seres humanos
Apesar de seu tamanho pequeno, a Fontitrygon margaritella é provavelmente capturada por pescarias comerciais que operam nas águas costeiras do Senegal, Gana, Costa do Marfim e outros locais, usando palangres, redes de arrasto de fundo e redes de tresmalho. No entanto, não há dados de utilização específicos disponíveis, pois ela foi e continua sendo combinada com a Fontitrygon margarita nos registros de captura. A União Internacional para a Conservação da Natureza (IUCN) listou essa espécie como quase ameaçada. Considerando que a Fontitrygon margaritella já foi (e talvez ainda seja) muito mais abundante do que a Fontitrygon margarita, ela provavelmente compunha a maioria das capturas de "Fontitrygon margarita" historicamente registradas.